# Gaius Quintius Atticus
Gaius Quintius Atticus war ein römischer Suffektkonsul im Jahr 69.
Quintius Atticus wurde am 1. November 69 zusammen mit Gnaeus Caecilius Simplex zum Suffektkonsul ernannt. Als die siegreichen vespasianischen Truppen Vitellius immer mehr bedrängten, fiel Quintius Atticus von Vitellius ab und schloss sich der flavischen Partei an. Quintius Atticus flüchtete mit Titus Flavius Sabinus auf das Kapitol. Als die Vitellianer das Kapitol erstürmt, einen Teil der dortigen Gebäude niedergebrannt und Flavius Sabinus gefangen und getötet hatten, geriet auch Quintius Atticus in ihre Gewalt. In Ketten vor Vitellius gebracht, sollte er auf Verlangen des Volkes hingerichtet werden. Doch konnte er durch eine Lüge sein Leben retten, indem er angab, das Kapitol sei auf seinen Befehl in Brand gesteckt worden. Nach dem Sturz und Tod des Vitellius am 20. Dezember wurde Caecilius Simplex aus dem Amt gedrängt und getötet. Dagegen führte der aus dem Kerker befreite Quintius Atticus als alleiniger Konsul die Fasces bis ans Ende des Jahres.